# 茨城県営堀原運動公園競技場
茨城県営堀原運動公園競技場（いばらきけんえい ほりはらうんどうこうえん きょうぎじょう）は、茨城県の運営するサッカー・ラグビー専用スタジアムで、堀原運動公園内に立地している。
堀原運動公園は、1954年に開設された歴史のある総合運動公園で、園内には、この競技場のほかに、天然芝のサブグラウンドである自由広場（スタンドなし）や、かつてはプロ野球も開催されていた野球場（堀原運動公園野球場）などが立地している。この競技場では、2007年9月8日に、台風9号によってグラウンドコンディション不良になり試合開催が不可能になったホーリーピッチに代わり、Jユースカップ予選リーグBグループ・水戸ホーリーホック対横浜FC戦が急遽開催された。

## 概要
フィールドは全面天然芝で、ゴール裏部分はスペースが広く取られており、全体的に陸上競技場のような楕円形のスタジアムとなっている。スコアボードは2基設置され、1つはメインスタンドから見て左手のサイドスタンドに大型の手動のものがあり、もう1つは簡易な移動式のものが使われている。

## 施設概要
- 収容人数：3000人（座席数500・メインスタンドのみ固定座席、他は芝生席）